# Cesar Cabral
Cesar Cabral (Santo André, 8 de março de 1972) é um cineasta brasileiro. Formou-se em Cinema pela ECA-USP e trabalha desde 2002 como diretor, produtor e animador em projetos para cinema e TV. Entre outras obras, dirigiu o longa-metragem de animação Bob Cuspe: Nós Não Gostamos de Gente, com o qual ganhou diversos prêmios, incluindo o Prêmio Guarani de Cinema Brasileiro de melhor animação em 2022 e o 34º Troféu HQ Mix de melhor produção para outras linguagens no mesmo ano.